# Premio Alfredo Di Braccio
Il Premio Alfredo di Braccio è un premio prestigioso per giovani scienziati italiani conferito dall'Accademia Nazionale dei Lincei.

## Premiati
Ogni anno uno o più giovani fisici o chimici riceve questo premio in riconoscimento dell'eccellenza dei loro risultati in ricerca.
- 2008 Premio in Chimica conferito al Dr. Lorenzo Malavasi (Università di Pavia, Italia)
- 2009 Premio in Fisica conferito (ex aequo) al Dr. Alessandro Mirizzi (Università di Bari, Italia) e al Dr. Alessio Recati Archiviato il 20 ottobre 2020 in Internet Archive. (CNR Trento, Italia)
- 2010 Premio in Chimica conferito al Dr. Riccardo Baron (CVS Health, USA)[4]
- 2011 Premio in Fisica conferito (ex aequo) al Dr. Antonio Politano Archiviato l'11 giugno 2021 in Internet Archive. (Università della Calabria, Italia) e al Dr. Alessandro Giuliani (Università Roma Tre, Italia)[5]
- 2012 Premio in Chimica conferito al Dr. Tiziano Montini (Università di Trieste, Italia)[6]
- 2013 Premio in Fisica conferito (ex aequo) al Dr. Francesco Pellegrino (Università di Catania, Italia) e al Dr. Pasquale Serpico (CNRS, Francia)[7]
- 2014 Premio in Chimica conferito al Dr. Stefano Protti Archiviato l'11 giugno 2021 in Internet Archive. (Università di Pavia, Italia)[8]
- 2015 Premio in Fisica conferito (ex aequo) al Dr. Filippo Caruso (Università di Firenze, Italia), Dr. Michele Cicoli (Università di Bologna, Italia), e al Dr. Alessandro Pitanti (CNR Pisa, Italia)[9]
- 2016 Premio in Chimica conferito alla Dr. Francesca Maria Toma (Lawrence Berkeley National Laboratory, USA)[10]
- 2017 Premio in Fisica conferito al Dr. Marco Genoni (Università di Milano, Italia)[11]
- 2018 Premio in Chimica conferito al Dr. Lorenzo Mino (Università di Torino, Italia)[12]
- 2019 Premio in Fisica conferito (ex aequo) al Dr. Matteo Lucchini e al Dr. Andrea Crespi (Politecnico di Milano, Italia), e al Dr. Lorenzo Rovigatti (Università di Roma "La Sapienza", Italia)[13]
- 2020 Premio in Chimica conferito al Dr. Raffaele Cucciniello (Università di Salerno, Italia)[14]
- 2021 Premio in Fisica conferito (ex aequo) alla Dr. Eleonora Di Valentino (Durham University, UK) e al Dr. Sunny Vagnozzi (University of Cambridge, UK)[15]
- 2022 Premio in Chimica conferito al Dr. Gianvito Vilé (Politecnico di Milano, Italia)[16]